# Улица Орджоникидзе (Санкт-Петербург)
Улица Орджоники́дзе — улица в Московском районе Санкт-Петербурга, от Московского проспекта до Витебского проспекта.

## История
Улица была так названа 20 декабря 1955 года в честь наркома тяжелой промышленности СССР, члена Политбюро ЦК ВКП(б) Григория Константиновича Орджоникидзе.
Изначально шла от Московского проспекта (нынешней площади Победы) до проспекта Юрия Гагарина, включив в себя часть Южного шоссе (участок от Московского проспекта до нынешней улицы Ленсовета). В начале 1960-х годов, при формировании площади Победы, между улицами Орджоникидзе и Краснопутиловской был построен транспортный тоннель. 16 января 1964 года улица продлена до Витебского проспекта.
Существовали планы строительства тоннеля под Витебским направлением Октябрьской железной дороги для соединения улицы Орджоникидзе с улицей Димитрова, однако затем от строительства было решено отказаться.

## Объекты
1. д. № 38 — детская поликлиника № 31

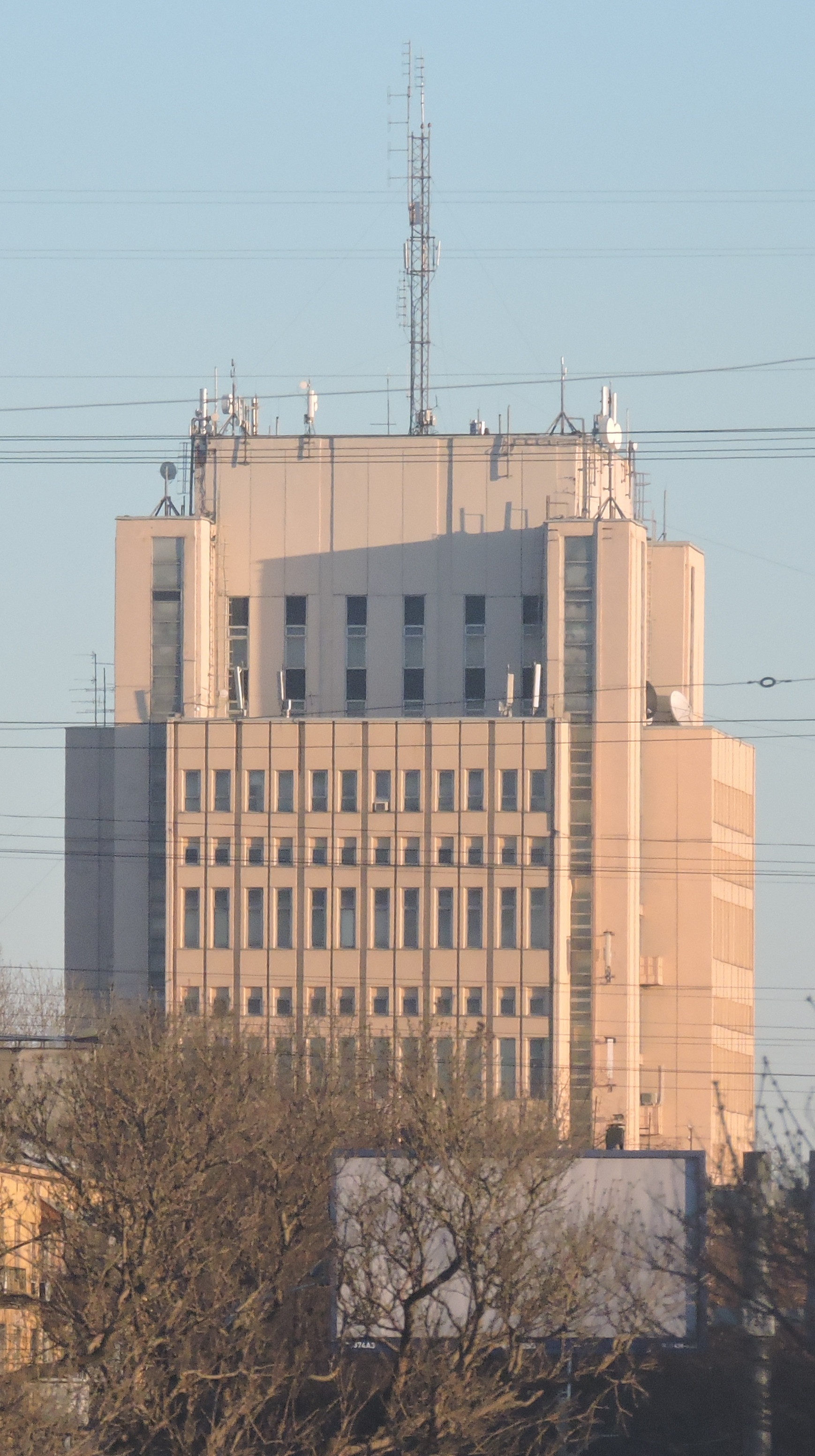
НПП «Пирамида» (ул. Орджоникидзе, 42)

2. д. № 42 — НПП «Пирамида»
3. д. № 47 — родильный дом № 9

## Транспорт
1. Метрополитен: Станция метро «Московская», «Звездная», «Купчино» (далее наземным транспортом)
2. Трамвай № 29
3. Автобус № 16, 34, 36, 39, 50, 63, 116, 231, 256, 281, 299.
4. Троллейбус № 24, 45

## Пересекает следующие улицы и проспекты
1. Краснопутиловская улица
2. Московский проспект
3. улица Ленсовета
4. проспект Юрия Гагарина
5. Пулковская улица
6. проспект Космонавтов
7. Витебский проспект